# Рисьор
Рѝсьор (на норвежки: Risør) е град и едноименна община в южна Норвегия. Разположен е на брега на Северно море във фюлке Ауст-Агдер на около 170 km южно от столицата Осло. 
Основан е през XVI век. Получава статут на община на 1 януари 1838 г. Има пристанище. В миналото риболовът и производството на хартия са били сред основните отрасли на икономиката. В началото на XXI век отстъпват място на туризма. Населението е 6806 души (1 януари 2023).